# Fritz Bösch
Fritz Bösch   ( - segle XX) fou un remer suís que va competir durant la dècada de 1920.
El 1928 va prendre part en els Jocs Olímpics d'Amsterdam, on disputà la prova del quatre amb timoner del programa de rem, en què guanyà la medalla de plata. Formà equip amb Ernst Haas, Joseph Meyer, Otto Bucher i Karl Schwegler i n'era el timoner.